# امیلیو گومز
امیلیو گومز (انگلیسی: Emilio Gómez؛ زادهٔ ۱۴ ژانویهٔ ۱۹۵۸) بازیکن فوتبال بازنشسته اهل اسپانیا است که او را معمولاً با نام "امیلیو" صدا می‌کنند، وی در پست هافبک بازی می‌کرد.
امیلیو کار خود را با رده‌های جوانان باشگاه بارسلونا آغاز کرد و برای تیم 'B' این باشگاه در فصل ۷۷-۱۹۷۶ سگوندا دیویژن بازی کرد. 

## زندگی حرفه‌ای
وی همچنین در تیم ملی فوتبال زیر ۲۰ سال اسپانیا بازی کرده‌است. قبل از اینکه در فصل ۱۹۸۱–۱۹۸۲ به لالیگا صعود کند در سال ۱۹۸۰، امیلیو به باشگاه فوتبال سلتاویگو نقل مکان کرد و در دسته دوم بازی می‌کرد.